# Massacre dos Inocentes (Bruegel)
Massacre dos Inocentes é uma pintura a óleo sobre madeira de cerca de 1564 do mestre flamengo da Renascença Pieter Bruegel, que representa o narrado no Evangelho de S. Mateus da execução ordenada pelo Rei Herodes de todos os meninos de Belém para não perder o trono para o recém-nascido "Rei dos Judeus", cujo nascimento lhe fora revelado pelos Três Reis Magos.
A obra pertence actualmente à Royal Collection e está exposta no antigo palácio real em Hampton Court, nos arredores de Londres.
Existe uma versão (ao lado) que alguns consideram uma reprodução do original por colaboradores de Bruegel, ou o próprio filho mais velho, e que se encontra no Museu de História da Arte em Viena. Outra versão atribuida a Bruegel encontra-se no Museu Nacional de Brukenthal de Sibiu.

## Descrição
Uma povoação flamenga coberta de neve é o pano de fundo do massacre dos inocentes, com a irrupção de um grupo de soldados que procura e mata as crianças, para consternação geral das mães.
No passado, a versão da Colecção Real britânica tinha sido considerada uma cópia e a de Viena a original, até mesmo pelo historiador de arte Fritz Grossmann. A versão inglesa está de facto sobrecarregada por retoques, provavelmente setecentistas, com os quais se camuflou o tema, transformando crianças mortas por ordem de Herodes, os "inocentes", em sacos ou, no caso do grupo central, num ganso. A cena foi assim configurada como simples saque duma aldeia, em vez dum episódio bíblico. A mão do artista é reconhecido apenas em algumas peças não alteradas, como o arauto a cavalo ou nos rostos arredondados de muitas figuras.
Outra diferença entre as duas versões está no comandante do grupo armado, ao fundo no centro, que na versão londrina tem o rosto coberto pelo capacete, enquanto na vienense nos mostra barba e foi identificado com o duque de Alba, invasor sanguinário espanhol dos Países Baixos. Se tal identificação é verdadeira, a pintura vienense teria sido pintada depois de 1567 que foi o ano da invasão espanhola.
Bruegel apresenta a história como sendo uma atrocidade que acontece nos Países Baixos seus contemporâneos para o que veste os soldados com a farda própria do exército espanhol e dos mercenários alemães, parecendo a cena assim a representação genérica de uma pilhagem. O artista também se deve ter valido da experiência do Inverno excepcionalmente rigoroso de 1564-5 para descrever uma aldeia coberta de neve, com pingentes de gelo a cair dos telhados e a lagoa em primeiro plano completamente gelada.
O Massacre dos Inocentes é uma obra dos últimos anos da carreira de Bruegel que se havia mudado de Antuérpia para Bruxelas quando produziu algumas das suas pinturas mais importantes. Foi uma pintura popular, copiada inúmeras vezes, principalmente pelo seu filho, Pieter Brueghel, o Jovem.

## História
Pouco tempo após a sua criação a pintura Massacre dos Inocentes de Bruegel pertenceu ao imperador Rodolfo II de Habsburgo, descrita por Karel van Mander em 1604. No inventário de 1621 já foi registada como "Pilhagem de aldeia" e as mudanças iconográficas da versão londrina, presumivelmente o original, já deviam ter sido executadas. Foi adquirida por Carlos II de Inglaterra a William Frizell em 1662 tendo permanecido desde então na Coleção Real de Inglaterra.
Também tinham sido adicionadas chamas que subiam ao céu que foram removidas na restauração de 1941, mas mantiveram-se, no entanto, as outras alterações (substituição de crianças por coisas e animais).

## Galeria
Apresentam-se duas outras versões sobre o mesmo tema, sendo uma de época anterior, cerca de um século antes, a de Fra Angélico, e outra da mesma época de Bruegel, a de Van Cleveː

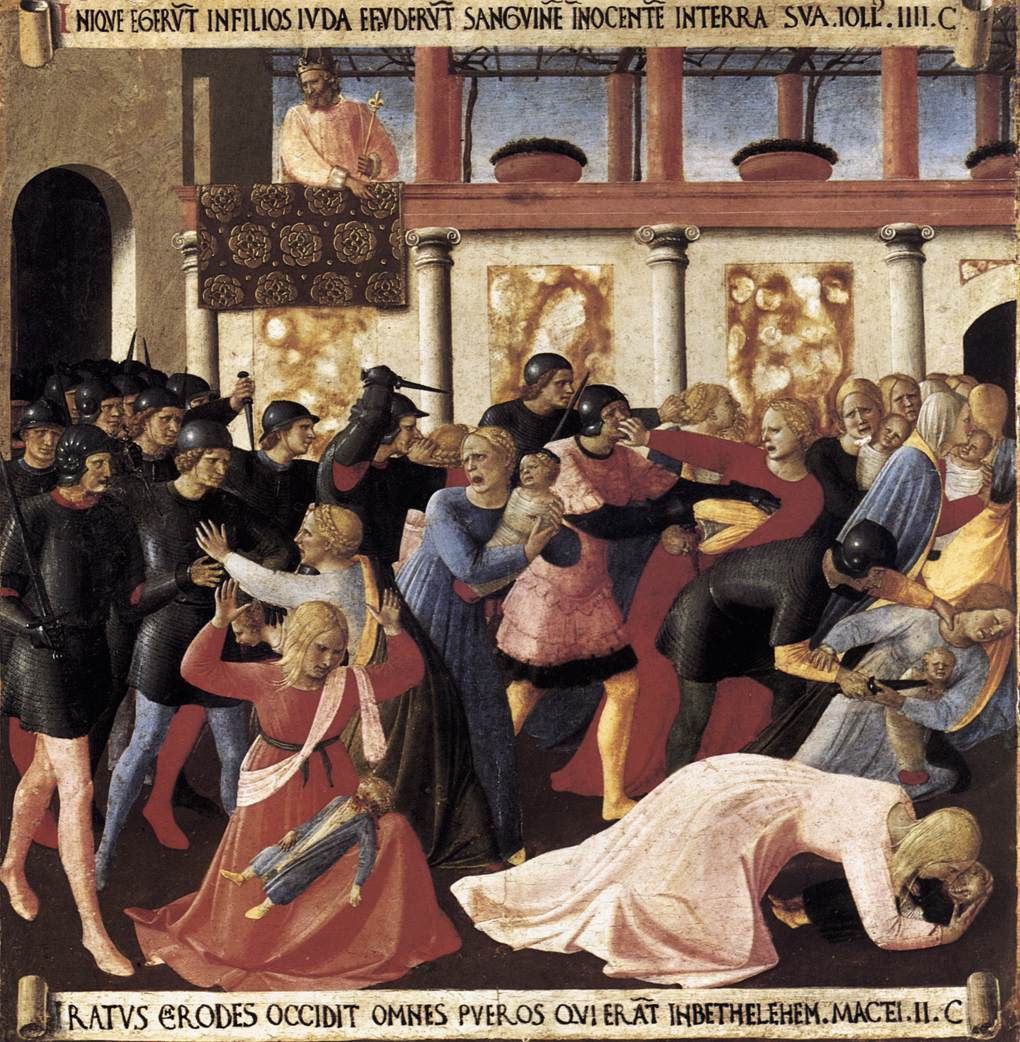
Fra Angelico, de cerca de 1451-1452, no Museu Nacional de São Marcos de Florença
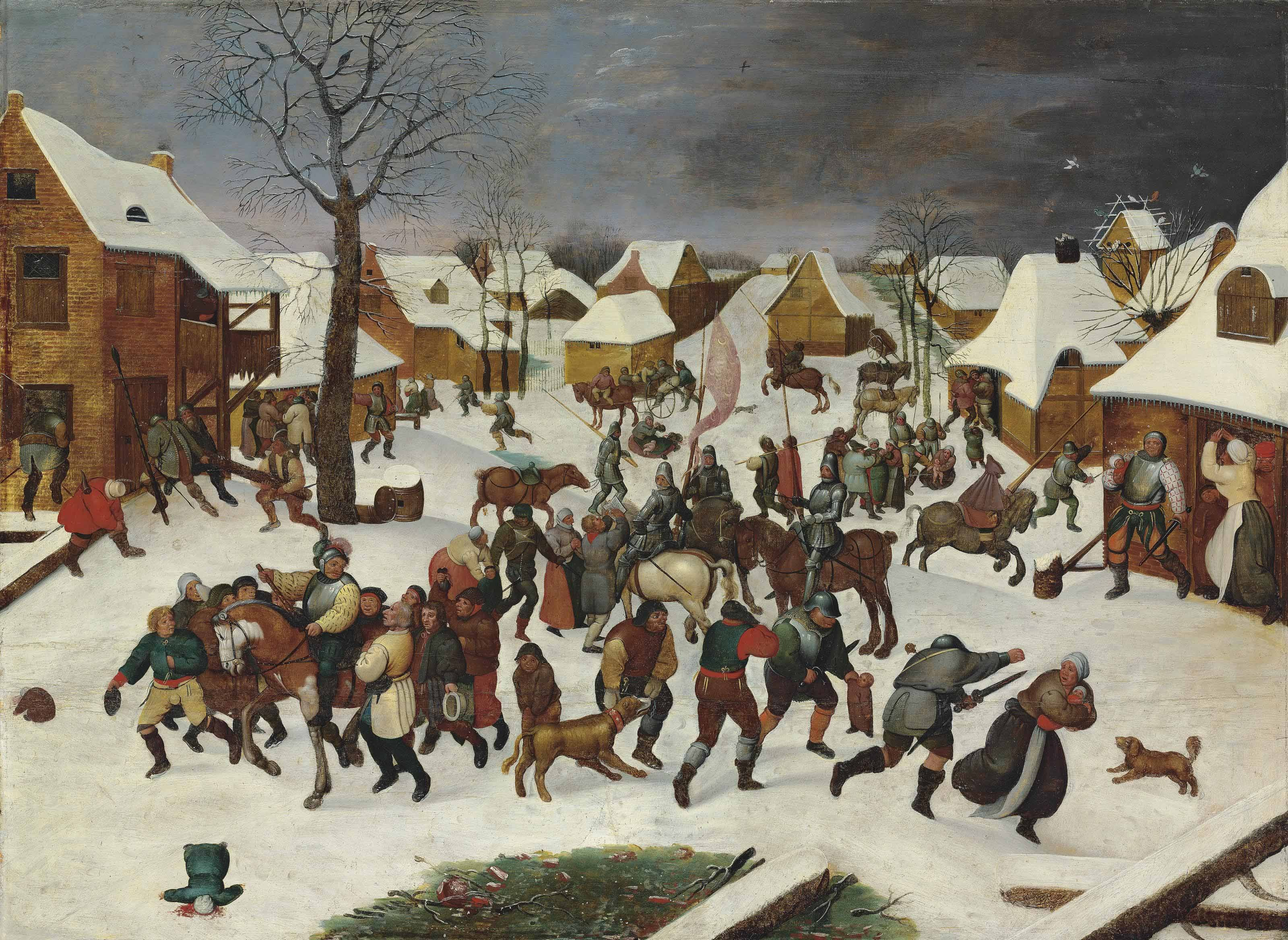
Marten van Cleve, de cerca 1547-1581